# 啟示玄機院孔明廟
啟示玄機院孔明廟是位於台灣南投縣魚池鄉的一座廟宇，主祀神是諸葛亮。該廟宇位於日月潭國家風景區範圍內。

## 沿革
該廟源起於1901年在民宅內奉祀玉清三相的明德堂。1926年正式的廟宇落成，並增加祭祀諸葛亮和北極玄天上帝。1979年改建為現在的建築，並改名為「啟示玄機院」。

## 奉祀神明
一樓主祀諸葛亮、北極玄天上帝、慚愧祖師，二樓主祀關聖帝君。

## 外部連結
- 啟示玄機院網站（页面存档备份，存于）

23°53′32″N 120°55′13.5″E / 23.89222°N 120.920417°E